# Деклан Галлахер
Деклан Галлахер (англ. Declan Gallagher, нар. 13 лютого 1991, Ратерглен) — шотландський футболіст, захисник клубу «Мотервелл» та національної збірної Шотландії.

## Клубна кар'єра
Народився 13 лютого 1991 року в місті Ратерглен. Вихованець футбольної школи клубу «Селтік». Так і не пробившись до дорослої команди «кельтів» 2010 року Галлахер був відданий в оренду в клуб четвертого за рівнем дивізіону країни «Странрар», в якому провів один сезон, взявши участь у 26 матчах чемпіонату, після чого протягом сезону 2011/12 років захищав кольори іншого клубу цього дивізіону «Клайд».
1 червня 2012 року Галлахер підписав контракт з новачком шотландської Прем'єр-ліги «Данді». Галлахер став основним гравцем і сформував центр в обороні разом з Кайлом Бенедіктусом, однак команда посіла останнє 10 місце і вилетіла з вищого дивізіону. У наступному Галлахер зіграв в усіх 36 матчах і виграв з командою другий дивізіон, однак в еліту не повернувся, оскільки відмовився продовжувати свій контракт з «Данді».
В липні 2014 року Галлахер став гравцем «Лівінгстона», що виступав у другому за рівнем дивізіоні. В червні 2015 року Галлахер та його друг були засуджені до трьох років в'язниці за напад на свою жертву в квітні 2013 року на весіллі. Під час нападу, описаного шерифом як «жорстокий», Галлахер вдарив свою жертву бейсбольною битою або подібним знаряддям, що спричинило перелом черепа. Однак, Галлахер та його поплічник оскаржили свої вироки і були звільнені під заставу наступного місяця, продовживши виступи за «Лівінгстон». В сезоні 2015/16 він зіграв за клуб 30 ігор в усіх турнірах до лютого 2016 року, коли апеляційна скарга була відхилена, і Деклана повернули до в’язниці. В січні 2017 року Галлахер був звільнений (але з браслетом стеження на нозі) і одразу повернувся в «Лівінгстон», якому 2018 року допоміг повернутися у вищий дивізіон. 
Влітку 2019 року Галлахер перейшов у «Мотервелл», де також став основним гравцем. Напередодні сезону 2020/21 Галлахер був призначений новим капітаном клубу після відходу Пітера Гартлі. Станом на 24 травня 2021 року відіграв за команду з Мотервелла 69 матчів в національному чемпіонаті.

## Виступи за збірну
6 жовтня 2019 року Галлахер був вперше викликаний до складу національної збірної Шотландії на матчі кваліфікації до Євро-2020 проти Росії та Сан-Марино, але тоді на полене вийшов і дебютував за збірну під час наступних зборів, 16 листопада 2019 року проти Кіпру (2:1). 
У травні 2021 року Галлахер був включений до заявки збірної на чемпіонат Європи 2020 року